# Loi de réception
Une loi de réception est une loi adoptée par les anciennes colonies britanniques devenues indépendantes, par laquelle une nouvelle nation adopte (i.e. reçoit), avant son indépendance, le droit anglais, dans la mesure où il n’est pas rejeté par la législature ou la constitution de la nouvelle nation. Les lois de réceptions incorpore généralement la common law anglaise en vigueur avant l'indépendance, et la jurisprudence qui en est issue, comme droit par défaut, car cela permet d'utiliser un important apport légal afin de gouverner la conduite des citoyens et des affaires dans le nouvel État.

## Canada
La réception de la common law varie selon les provinces. Plusieurs colonies britanniques devenues provinces canadiennes n'ont pas eu à adopter de lois de réception car elles étaient reconnues comme britanniques dès leur création. C'est le cas pour les quatre colonies atlantiques et pour la Colombie-Britannique.
Le Manitoba et les Territoires du Nord-Ouest ont adopté une loi de réception en 1870, laquelle a servi de fondement à la réception de la common law en Alberta et en Saskatchewan. Le Haut-Canada (l'Ontario) a dû adopter une loi de réception dès la première assemblée législative du Haut-Canada, afin de se démarquer du droit de la province de Québec, dont il faisait partie jusqu'en 1791.
Le Bas-Canada (la province de Québec) n'a jamais adopté de loi de réception pour la common law car il a conservé le droit civil dans son droit privé. L'Acte de Québec, qui ré-adopte la common law en droit public québécois seulement, n'est pas à proprement parler une loi de réception car il s'agit d'une loi adoptée par le Parlement britannique plutôt que par la colonie elle-même.

## États-Unis
Tous les États américains, sauf la Louisiane, ont promulgué des lois de réception et adopté la common law par opinion légale.